# Braun (företag)
För andra betydelser, se Braun.

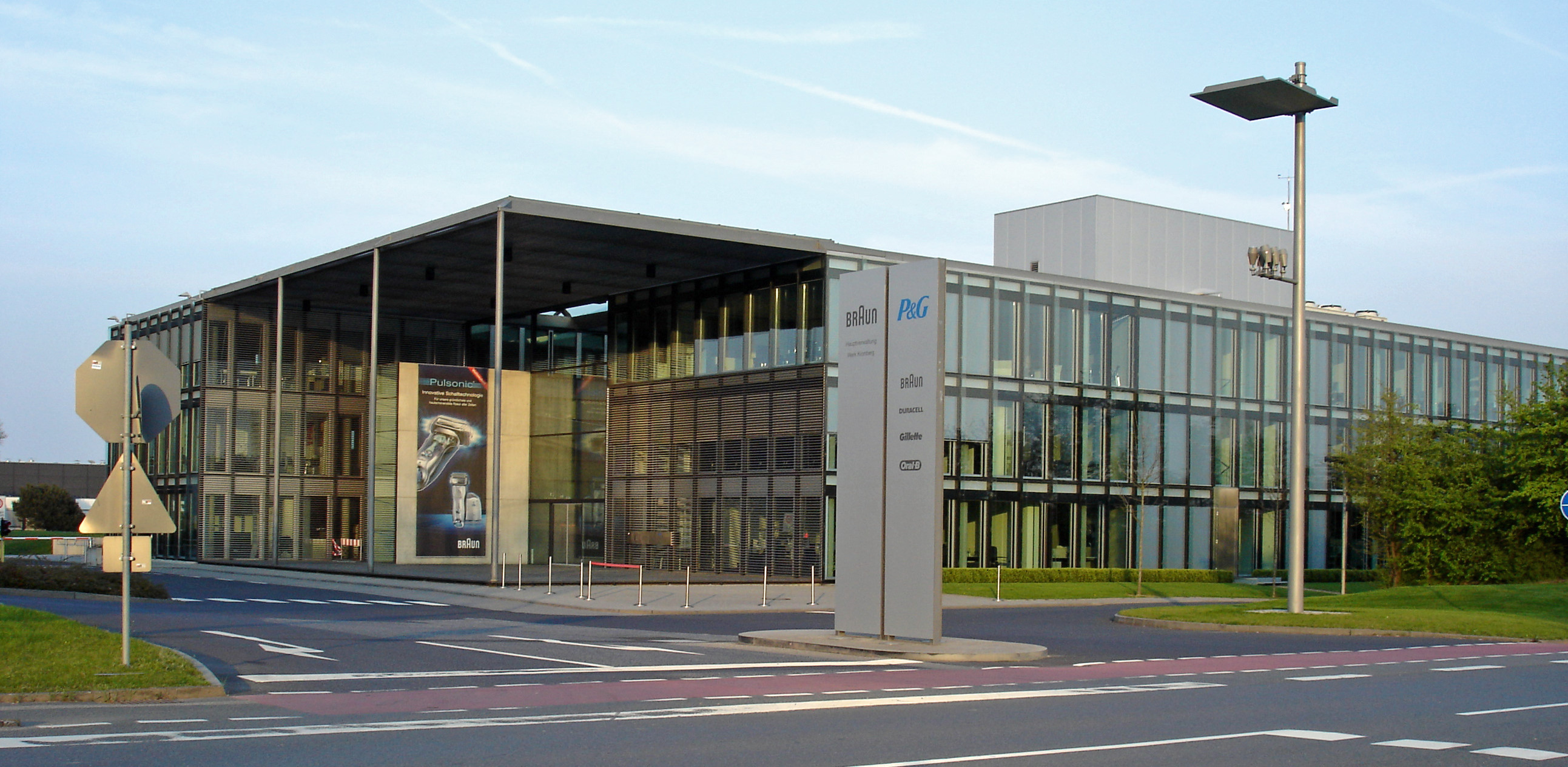
Braun i Kronberg

Braun är ett elektronikföretag med huvudkontor i Kronberg i Tyskland, dotterbolag till Procter & Gamble. Braun utvecklar och tillverkar produkter inom hemelektronik. Braun är mest förknippat med sina elektriska rakapparater där man är en av de ledande tillverkarna. Den 16 april 2012 köpte De'Longhi eviga rättigheter till att tillverka Braunprodukter från Procter & Gamble i segmentet inom hushållsapparater. Procter & Gamble äger fortsatt varumärket Braun.

## Historia
Braun tillverkar en rad olika produkter inom hemelektronikens område. Tidigare tillverkade man TV- och radioapparater, projektorer, optiska instrument och hi-fi-utrustning. Braun grundades 1921 i Frankfurt am Main av Max Braun som apparatverkstad under namnet Max Braun oHG. Företaget skulle växa som en del av den radioboom som startade under mellankrigtiden. 1923 tog Braun upp tillverkningen av delar till radioapparater. Efterhand utökades produktionen till elektronrör, transformatorer, kondensatorer och kontaktdon. 1929 började man tillverka egna radioapparater. 
År 1932 var företaget bland de första i Europa som kombinerade radiomottagare och skivspelare i en enhet – radiogrammofonen. 1935 skapades den klassiska logotypen med ett upphöjt A i mitten. En stor framgång 1936 blev en batteridriven väskradio. Under andra världskriget följde krigsproduktion där Braun tillverkade radiokommunikationsutrustning. 1944 förstördes Brauns två fabriker i Frankfurt am Main vid luftanfall. 1947 återstartade man verksamheten med tillverkning ficklampor och radioapparater. En avgörande framgång för bolaget blev rakapparaten S 50 som lanserades 1949. Den var utvecklad av Max Braun och lade grunden för företagets stora framgångar inom rakapparater där man är en av de ledande tillverkarna. En klassisk modell är Sixtant som formgavs 1962 av Hans Gugelot. 
År 1950 tog Max Brauns söner Artur (1925-2013) och Erwin (1921-1992) över ledningen av bolaget. 1951 avled Max Braun och sönerna ärvde bolaget. Återuppbyggnaden av fabrikerna i Frankfurt am Main och de kommande åren följde nya fabriker i Walldürn (1954), Marktheidenfeld (1951) och i Kronberg som sedermera blev företagets säte. Artur och Erwin Braun inledde en ny tid i bolaget med inspiration tagen från AEG och Olivetti där företaget även skulle ses som ett kulturellt projekt med en företagskulur med fokus på nya produkter men också sund mat i företagskantinen. Företaget fick en ny design. 1962 ombildades Max Braun oHG till Braun AG.

### Braundesignen

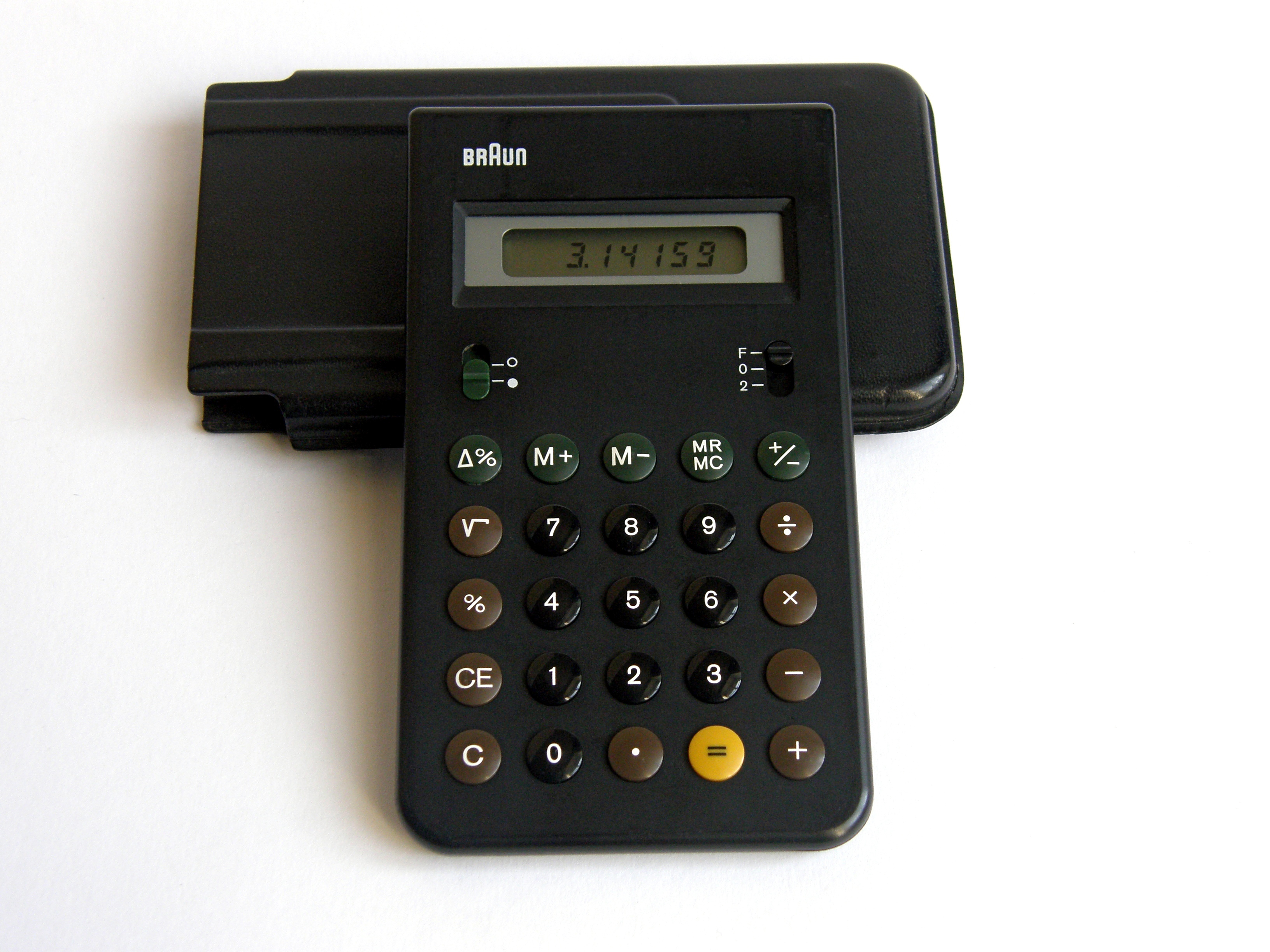
Miniräknare från Braun

Företaget har kommit att förknippas med en stilren och funktionell design i Bauhaus och Peter Behrens anda. Det var under 1950-talet som företagsledningen satte upp målet om en funktionell och stilren design. Den omsattes av designchefen Fritz Eichler och under kommande år anställdes flera industridesigners: Otl Aicher, Hans Gugelot och Gerd A. Müller. Företaget gick in i ett samarbete med Hochschule für Gestaltung i Ulm. Under 1950-talet började Dieter Rams arbete på Braun. Rams är en av de mest inflytelserika inom den tyska industridesignen. Rams tog bl.a. tillsammans Hans Gugelot och Wilhelm Wagenfeld fram den klassiska kombinerade radio-skivspelaren SK 4 med glasklar plexiglaslock ("Schneewittchen-Sarg" - "Snövits kista"). Den hamnade i den permanenta utställningen av Museum of Modern Art i New York.

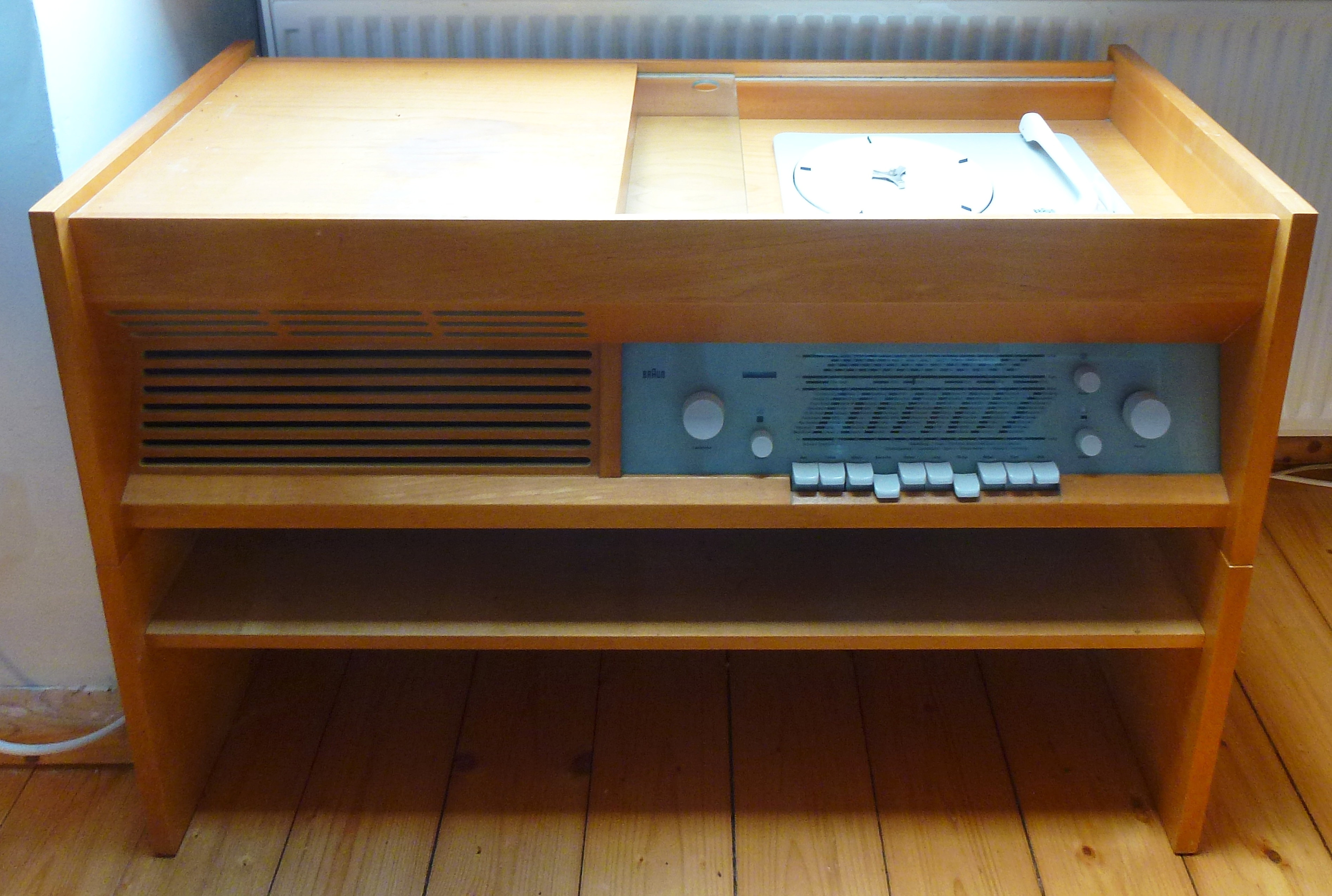
Radio-Phono-Kombination, 1957
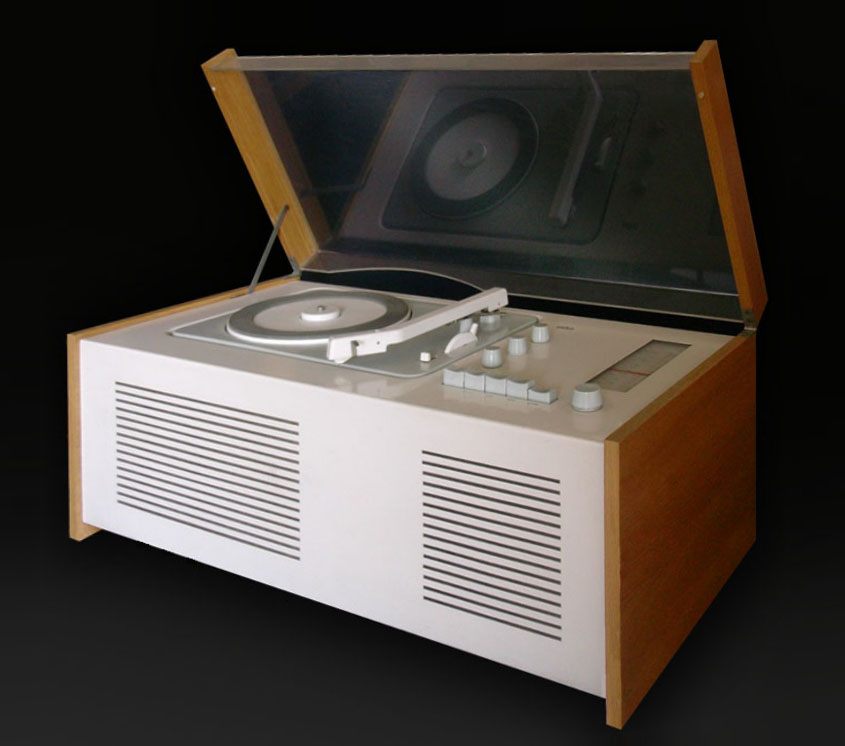
Radiogrammofon, 1963
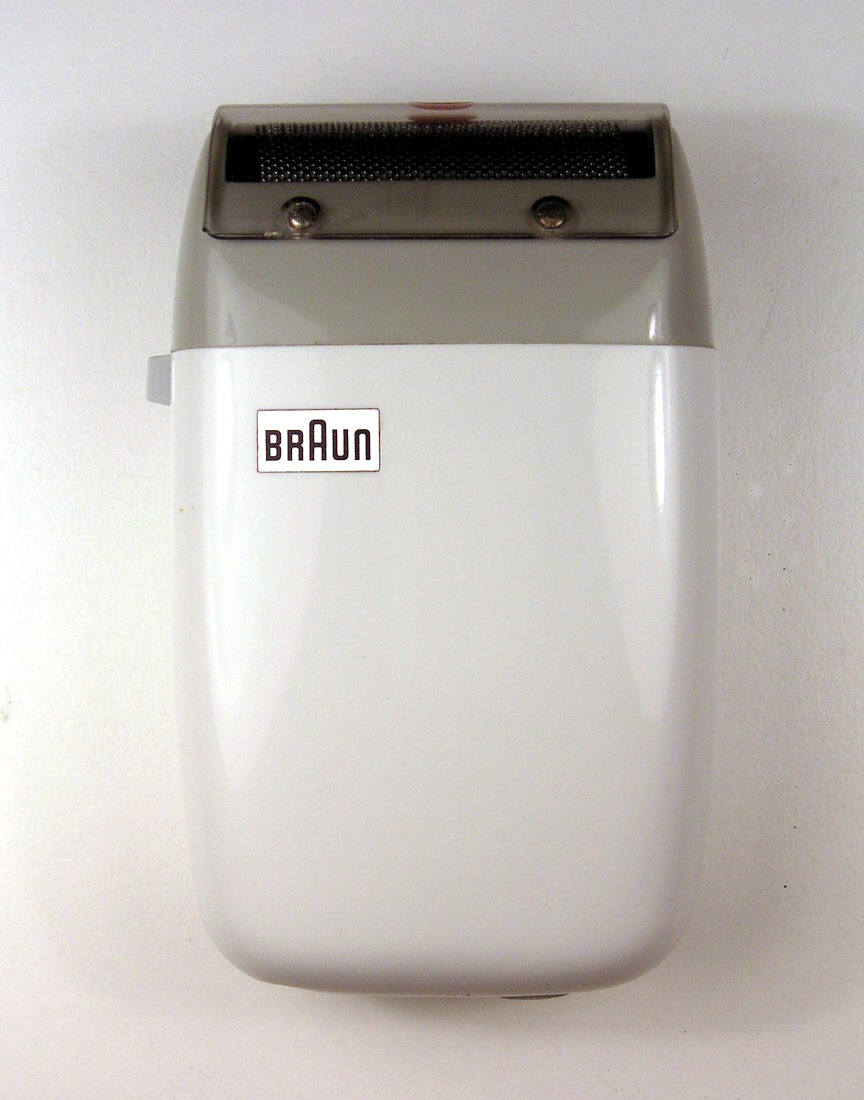
Rakapparat Braun Sixtant
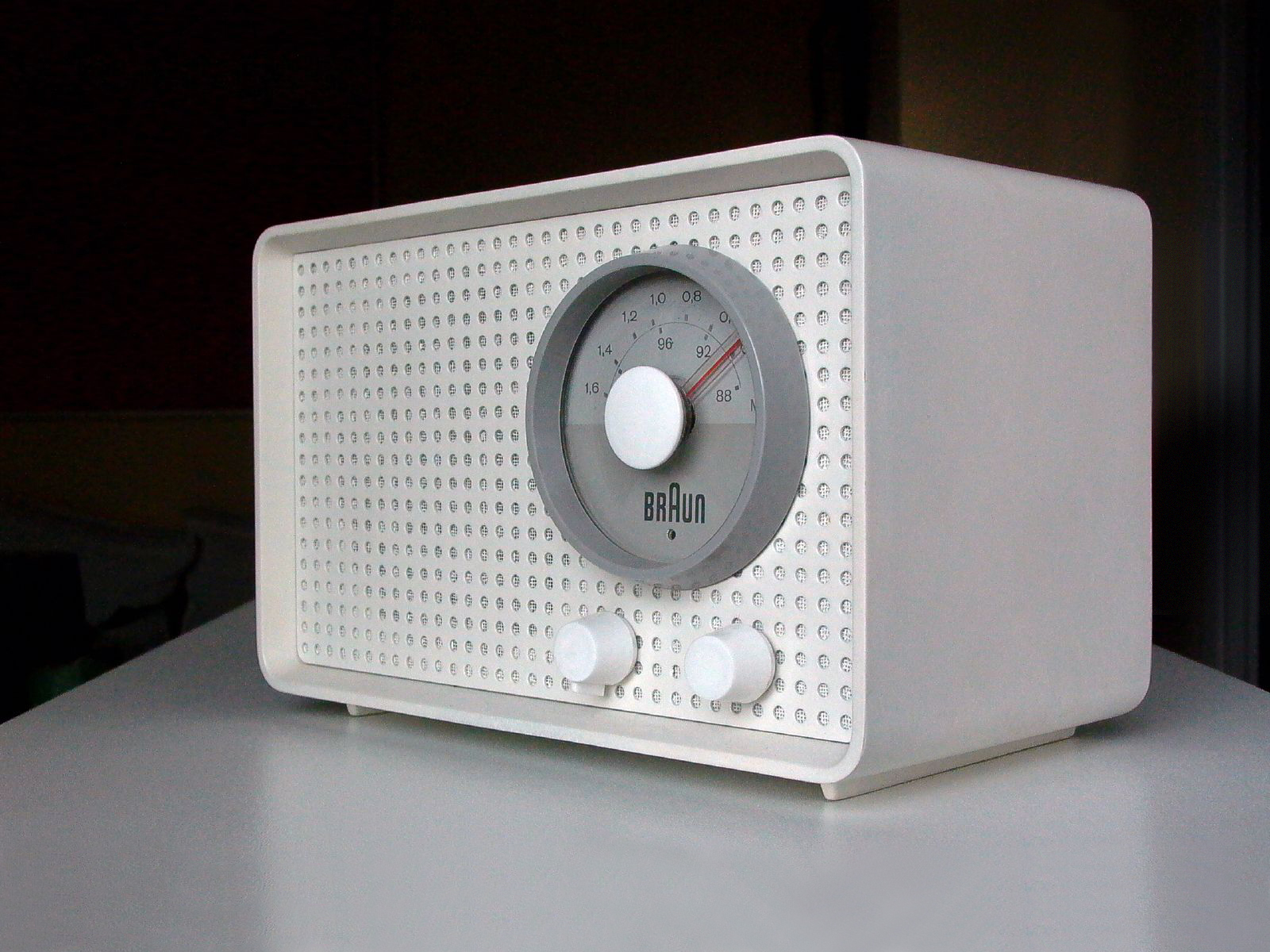
Radioapparat
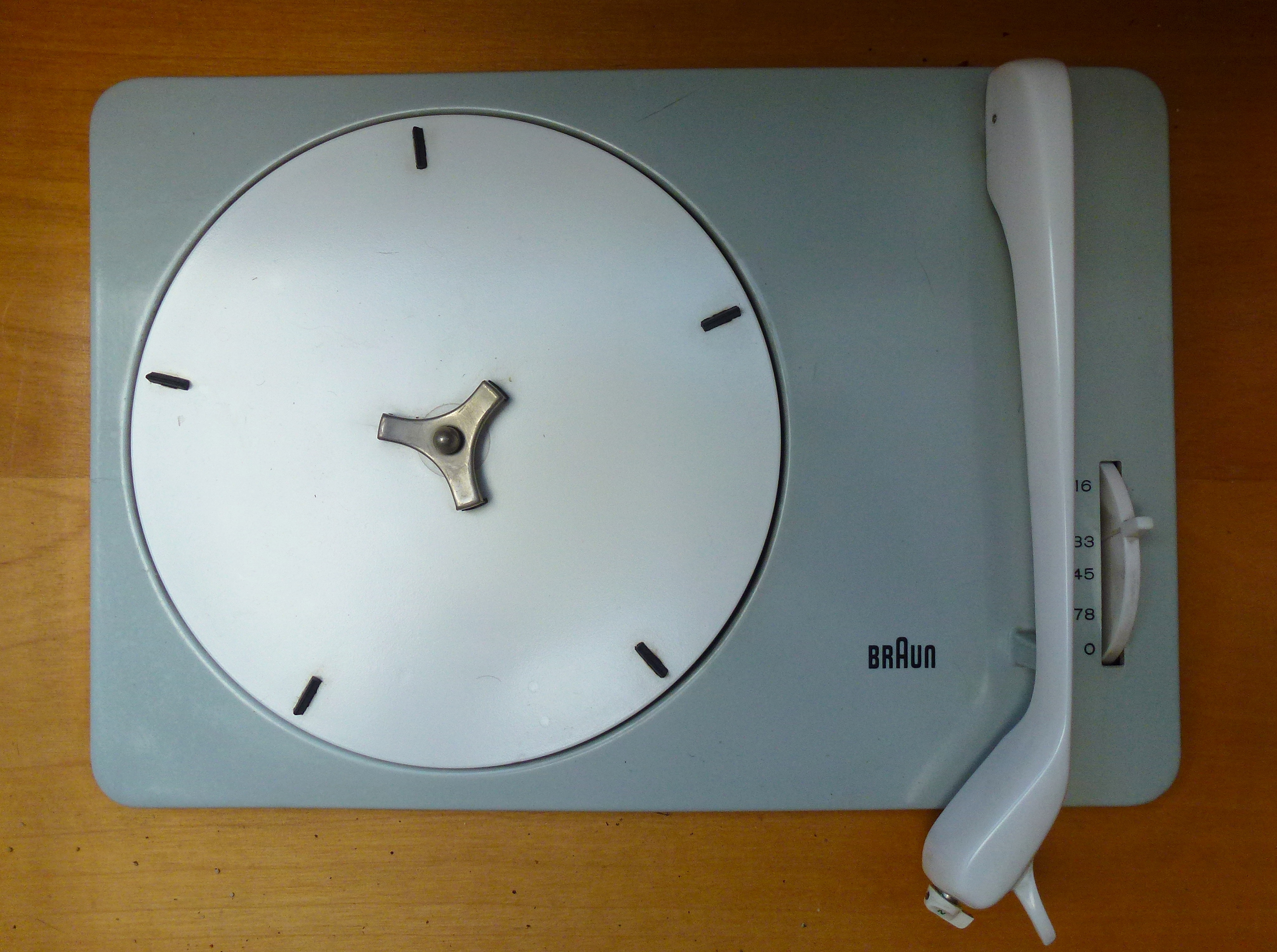
Skivspelare

### Gillette
Underhållningselektroniken med produkter som skivspelare fick stor uppskattning och gav Braun en stark image - men vinstmaskiner var det inte. Det var rakapparaterna som stod för vinsterna inom bolaget. 1967 köptes Braun av Gillette och 1984 blev det ett helägt dotterbolag. 
År 2006 blev Braun en del av Procter & Gamble sedan företaget köpt upp Gillette. 
I början av 2008 avbröt Procter & Gamble försäljningen av Braun-apparater, förutom rakapparater och eltandborstar, på den nordamerikanska marknaden. I Europa fortsatte Braun dock att sälja alla sina kärnkategorier fram till år 2012, då varumärket Braun inom hushållsapparater har köpts upp av De'Longhi. 2014 meddelade Procter & Gamble att varumärket finns på en förteckning över tillgångar som skulle kunna säljas.

## Produktområden
Brauns produkter omfattar följande kategorier:
- Rakning och grooming (rakapparater, hårklippare, skäggtrimmers)

- Tandvård (under varumärket Oral-B)

- Skönhetsvård (hårvård och epilering)

- Hälsa och välbefinnande (termometrar, blodtrycksmätare) (utlicensierad)

- Hushållsapparater (kaffebryggare, brödrostar, vattenkokare, stavmixrar, elvispar, citruspressar, råsaftcentrefuger, strykjärn) (utlicensierad)

- Klockor, armbandsurar och miniräknare (utlicensierad)

Företaget var tidigare tillverkare av radioapparater, diaprojektorer, Super 8-filmkameror och tillbehör och högfidelighets ljudsystem.
Idag fokuserar Braun på sina huvudkategorier (rakning och grooming, skönhet, hårvård och tandvård). Hushållsapparater, Hälsa och välbefinnande samt klockor och armbandsurar drivs nu av andra företag (De'Longhi, Zeon, Kaz) under licens.

## Personer
- Dieter Rams
- Hans Gugelot
- Wilhelm Wagenfeld